# Vier Leeuwen

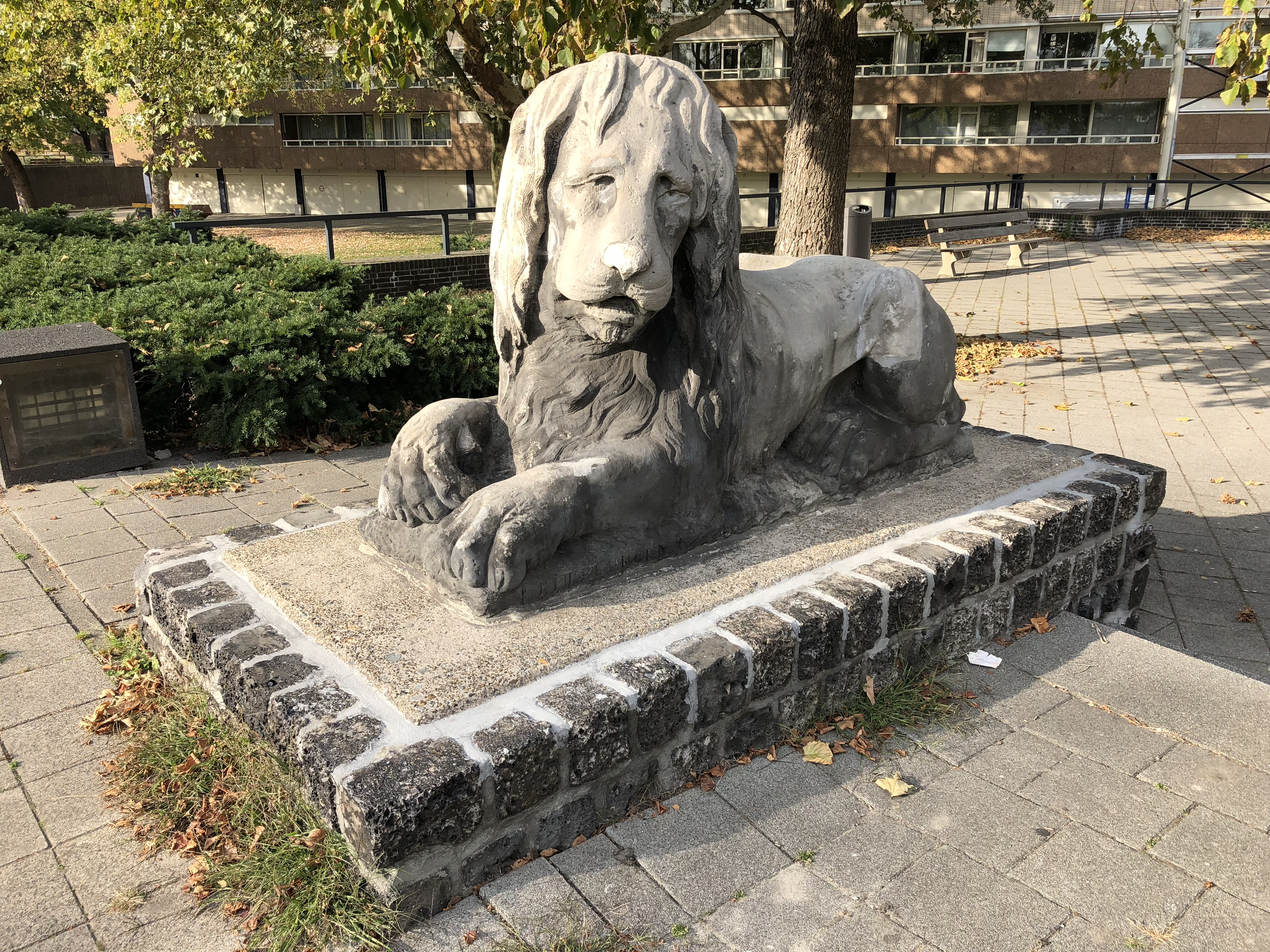
Leeuw, Johannes Keerbergen 1778

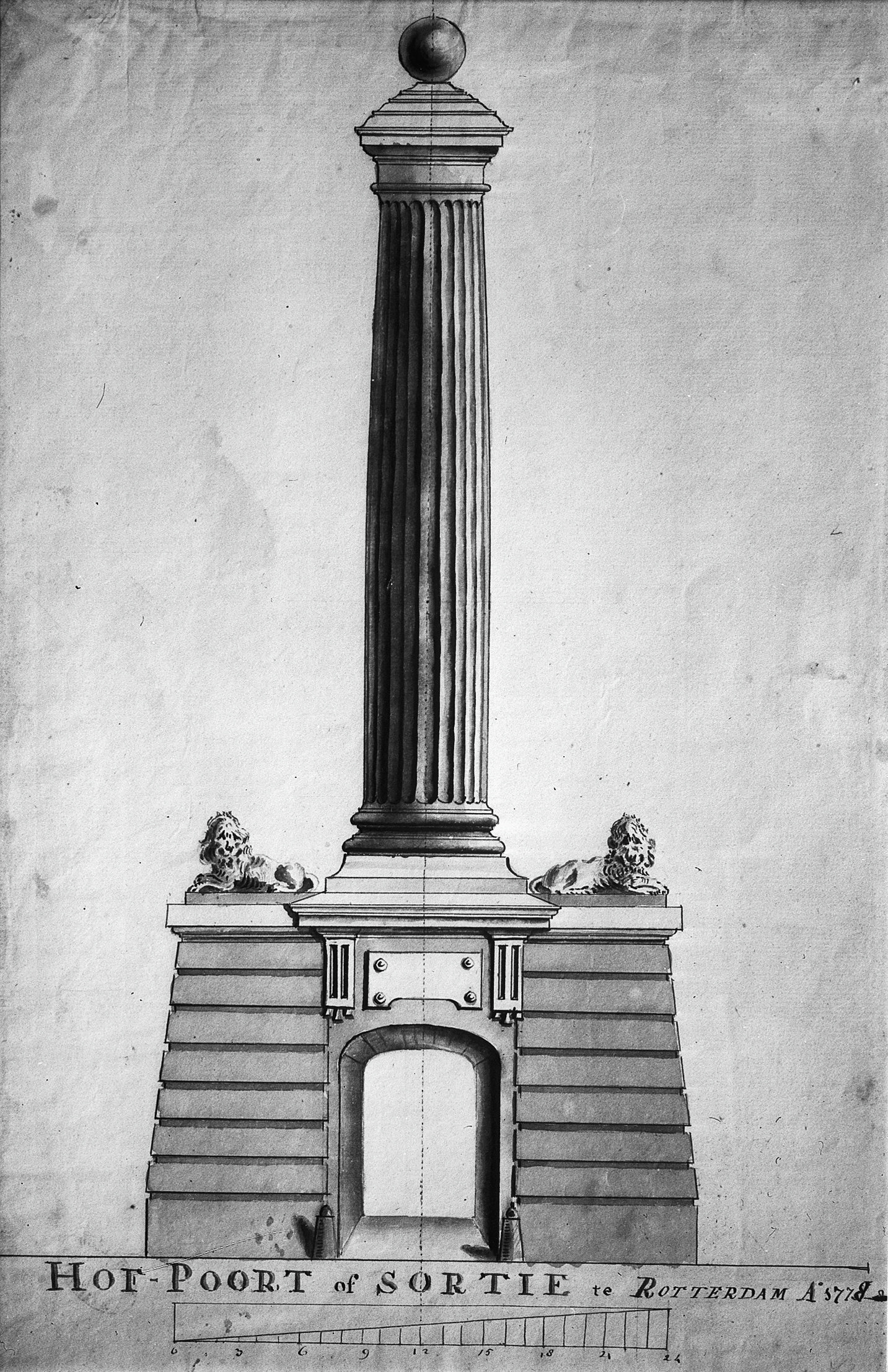
Bouwkundige schetstekening van de Hofpoort uit 1778 met de leeuwen aan de voet van de zuil

Vier leeuwen is een beeldhouwwerk uit 1778 van de Rotterdamse beeldhouwer Johannes Keerbergen. Het beeldhouwwerk, 1,40 m hoog, bestaat uit vier ornamentale leeuwen uit zandsteen. 

## Geschiedenis
Het beeldhouwwerk werd oorspronkelijk vervaardigd voor de Hofpoort te Rotterdam die in 1778 werd gebouwd ter vervanging van een vorige poort.  
In 1833 werd de Hofpoort afgebroken. De vier leeuwen werden in 1860 als wachters bij de nieuwe Koningsbrug geplaatst, die in de volksmond de naam Vierleeuwenbrug kreeg. Nadat deze brug in 1953 werd ontmanteld werden drie van de leeuwen aan de Maasboulevard geplaatst. Nadat daar in 1960 drie flats zijn gebouwd, is een van die flats de Leeuwenflat genoemd. 
De vierde leeuw werd in 1960 door burgemeester Van Walsum in bruikleen afgestaan aan het Korps Verbindingstroepen en te Ede in een monument ter herinnering van op de Elias Beeckmankazerne geplaatst. Dat monument is in 2010 of 2012 verplaatst naar de Bernhardkazerne te Amersfoort. In 2021 is de leeuw opnieuw verplaatst naar de Generaal-Majoor Kootkazerne te Stroe. In Ede is een kopie van die laatste leeuw geplaatst. 

## Wens tot verplaatsing
In 2020 deed een inwoner van Rotterdam een oproep om de vier leeuwen te herenigen en te plaatsen op het Hofplein, dit vond toen echter geen doorgang.